# Родальбен
Родальбен (нім. Rodalben) — місто в Німеччині, розташоване в землі Рейнланд-Пфальц. Входить до складу району Південно-Західний Пфальц. Центр об'єднання громад Родальбен.
Площа — 15,69 км2. Населення становить 6681 ос. (станом на 31 грудня 2020).

## Галерея

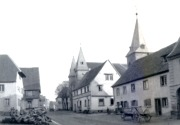
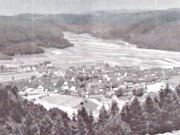
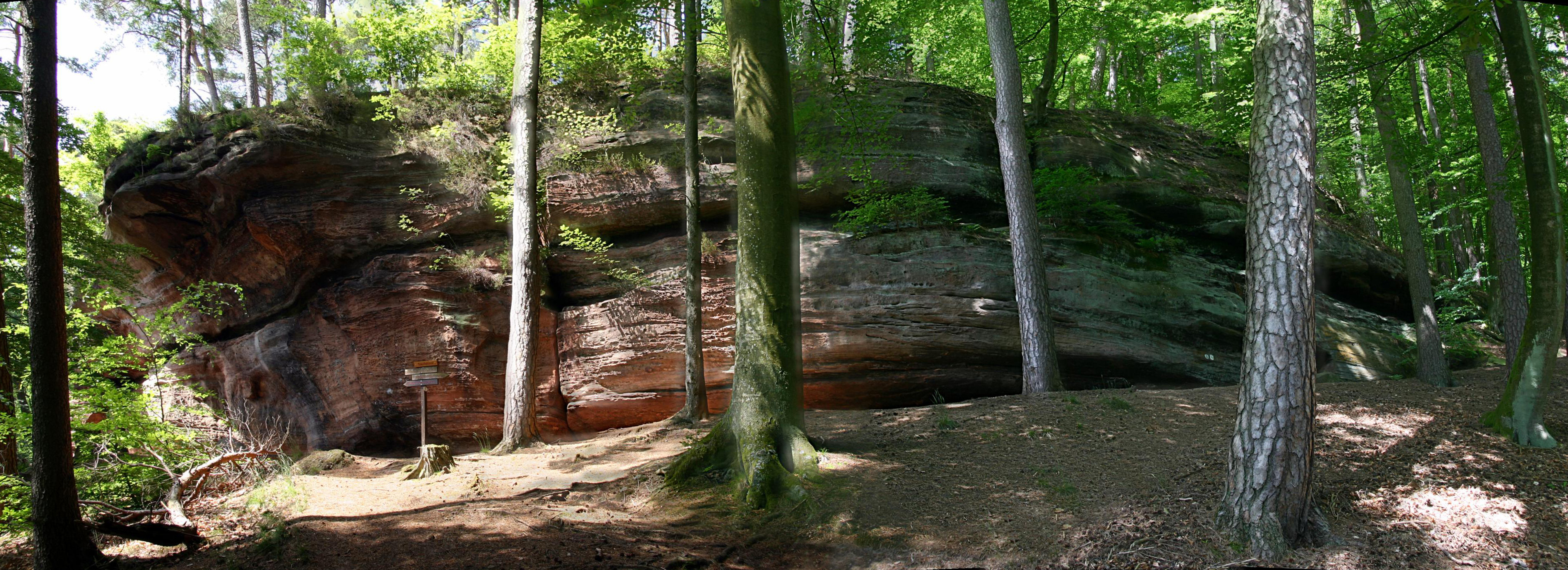